# KIX泉州国際マラソン
KIX泉州国際マラソン（キックスせんしゅうこくさいマラソン）は、大阪府の泉州地域で2月に行われる、マラソンと及びチャレンジラン（20.4km。非公認）の大会である。
メディアが主催、共催に加わらないこともありテレビ、ラジオの中継は一度も行われたことはない。

## 概要・歴史
- 関西国際空港（KIX）が開港した1994年に第1回大会が開催された。堺市西区をスタートし、泉佐野市をゴールとする日本陸上競技連盟が公認するフルマラソンのコースである。
- 泉州地域では過去に毎日マラソン（後のびわ湖毎日マラソン→大阪マラソン）が開催されていたが、交通量の増加により1961年を最後に現在の滋賀県に開催が移っていた。その後、1991年に市民マラソン大会として泉州・千亀利マラソンが開催され、30年ぶりにこの地域でフルマラソンの大会が開催されることとなった。
- 1994年9月4日に関西国際空港が開港する前、その記念行事としてマラソン大会を開催する計画が持ち上がり、泉州地域全体で取り組むマラソン大会として泉州・千亀利マラソンを発展解消する形で第1回大会が開催されることとなった。
- 1994年の第1回大会は、関西国際空港連絡橋の渡り初めを兼ねて、最初で最後の空港連絡橋を往復するコースが使われる。なお、当時のスタート地点は堺市（堺区）の大浜公園で、ゴール地点はりんくうタウンだった。
- 1995年の第2回大会は、同年1月17日に発生した阪神・淡路大震災の影響により開催中止となった。
- 1996年の第3回大会は、前日の積雪により2年連続の大会中止が危ぶまれたが、ボランティアを初め懸命の除雪作業により2年振りに開催。同回当時のマラソンコースは、貝塚市の三ツ前中交差点を折り返し、ゴール地点は岸和田市中央公園に変更。
- 1997年の第4回大会からマラソンコースは、スタート地点が現在と同じ堺市（西区）の浜寺公園に変更。其処から北東方向へ進み堺市の大浜中町交差点で折り返し、りんくうタウンより更に南西に位置する、泉南市の南大阪湾岸流域下水道・南部処理場がゴール地点だった。
- 2001年の第8回大会より現在のマラソンコースとなる、田尻町の田尻スカイブリッジと泉南市の泉南マリンブリッジを通過した後で、泉南市の樽井浜口交差点付近を折り返し。その後再び泉南マリン・田尻スカイ各ブリッジを戻るルートを通行し、ゴール地点はりんくうパパラ（現・りんくう公園）に変更。
- 2012年の第19回大会は、昨2011年3月11日に発生した東日本大震災の復興・支援として、『泉州国際市民チャリティーマラソン2012』として開催。また参加費の一部を募金する為、参加費を8,000円に値上げ。更に制限時間を5時間以内に30分緩和し、スタート時間も従来の11時から10時30分へ30分繰上げ。
- 2014年の第22回大会より、従来の先着順での申込みから、抽選式のエントリーへ変更。
- 2016年の第23回大会より、10Kmの部（非公認）を新設（参加費・一般4,000円、高校生2,500円、共にネット申込先着順）。
- 2018年の第25回大会より、大会名称が『泉州国際市民マラソン』から『KIX泉州国際マラソン』へ変更。また参加費を10,000円（10Kmの部は一般のみ5,000円、各税別）に各値上げ。
- 2019年の第26回大会より、ハーフマラソンの部（非公認）を新設（参加費・税別5,000円、ネット申込先着順。ただし10Kmの部を廃止）。
- 2020年の第27回大会より、20.4kmのチャレンジランの部（非公認）を新設（参加費・税込5,400円、ネット申込先着順。ただしハーフマラソンの部を廃止）。
- 2021年の第28回大会は、新型コロナウイルスの影響で中止した[1]。

## 運営
- 主催 - 一般社団法人KIX泉州ツーリズムビューロー、泉州9市4町陸上競技協会
- 共催 - 堺市、高石市、和泉市、泉大津市、岸和田市、貝塚市、泉佐野市、泉南市、阪南市、忠岡町、熊取町、田尻町、岬町
- 主管 - （一財）大阪陸上競技協会

## フルマラソン部門
- 日本陸上競技連盟登録選手の部（男女別）
- 未登録選手の部（同上）
  - 出場資格 - 開催日当日に18歳以上で健康な男女。車椅子および伴走不可。
  - 参加料金 - 10,800円（第19回から第24回まで8,000円、第18回大会まで7,000円）
  - 制限時間 - 5時間以内（第18回大会まで4時間30分以内）
  - 参加人数 - 5,000人（第18回大会まで3,000人）

## マラソンコース
浜寺公園（スタート）→旧国道26号（大浜中町折返し）→国道481号→泉佐野岩出線（樽井浜口交差点折返し）→りんくう公園（フィニッシュ）
- コース上には田尻スカイブリッジと泉南マリンブリッジの2つの橋梁がある。折り返しも含めて33km付近から計4度の橋越えがあり、当マラソンにおいて最大の難所となっている。
- チャレンジランの部もスタート地点は同じく浜寺公園だが、約20Km地点付近の岸和田本町交差点で左折し、フィニッシュ地点は岸和田城となる。

## フルマラソンの部・優勝者
（陸連登録・太字は大会記録）
|    | 開催日    | 男子選手                                   | タイム                                     | 女子選手                                   | タイム                                     |
| -- | --------- | ------------------------------------------ | ------------------------------------------ | ------------------------------------------ | ------------------------------------------ |
| 1  | 1994/2/20 | 桑原和雄 (JPN)                             | 2:19:05                                    | 黒崎しのぶ (JPN)                           | 2:47:34                                    |
| 2  | 1995/2/19 | (阪神・淡路大震災発生の影響により開催中止) | (阪神・淡路大震災発生の影響により開催中止) | (阪神・淡路大震災発生の影響により開催中止) | (阪神・淡路大震災発生の影響により開催中止) |
| 3  | 1996/2/18 | 中山竹通 (JPN)                             | 2:17:28                                    | 賀好陽子 (JPN)                             | 2:43:08                                    |
| 4  | 1997/2/16 | 仙内勇 (JPN)                               | 2:21:39                                    | セメノバ・ジナイータ (RUS)                 | 2:38:04                                    |
| 5  | 1998/2/15 | 吉田賢史 (JPN)                             | 2:21:19                                    | シモーネ・スタイク (ROM)                   | 2:34:23                                    |
| 6  | 1999/2/21 | ウラジミール・コトフ (BLR)                 | 2:20:07                                    | 谷川真理 (JPN)                             | 2:44:45                                    |
| 7  | 2000/2/20 | 鎌込和成 (JPN)                             | 2:15:24                                    | 安部友恵 (JPN)                             | 2:29:09                                    |
| 8  | 2001/2/18 | 谷秀行 (JPN)                               | 2:20:41                                    | 杉原愛 (JPN)                               | 2:39:02                                    |
| 9  | 2002/2/17 | 福原博充 (JPN)                             | 2:16:50                                    | 松本晴美 (JPN)                             | 2:48:47                                    |
| 10 | 2003/2/16 | 服部元康 (JPN)                             | 2:16:43                                    | エスタ・ワンジロ・マイナ (KEN)             | 2:42:32                                    |
| 11 | 2004/2/22 | 櫛部静二 (JPN)                             | 2:19:50                                    | 杉原愛 (JPN)                               | 2:45:18                                    |
| 12 | 2005/2/20 | 中森一也 (JPN)                             | 2:18:13                                    | 新城かおり (JPN)                           | 2:44:21                                    |
| 13 | 2006/2/19 | 塩塚慎吾 (JPN)                             | 2:21:23                                    | ヘレン・スタントン (AUS)                   | 2:52:54                                    |
| 14 | 2007/2/18 | 原口幸一 (JPN)                             | 2:18:49                                    | 柳田しげ子 (JPN)                           | 2:42:45                                    |
| 15 | 2008/2/17 | 稲垣晃二 (JPN)                             | 2:19:49                                    | 尾崎朱美 (JPN)                             | 2:39:25                                    |
| 16 | 2009/2/15 | 豊田崇 (JPN)                               | 2:18:33                                    | ロキシー・シュミット (AUS)                 | 2:47:52                                    |
| 17 | 2010/2/21 | 吉村豊和 (JPN)                             | 2:19:52                                    | 田中千洋 (JPN)                             | 2:41:12                                    |
| 18 | 2011/2/20 | 原田康二 (JPN)                             | 2:21:23                                    | 田中千洋 (JPN) -2-                         | 2:38:07                                    |
| 19 | 2012/2/19 | 丸林祐樹 (JPN)                             | 2:20:18                                    | 田中千洋 (JPN) -3-                         | 2:40:45                                    |
| 20 | 2013/2/17 | 丸林祐樹 (JPN) -2-                         | 2:22:25                                    | 猪野祐貴 (JPN)                             | 2:38:54                                    |
| 21 | 2014/2/16 | 安藤真人 (JPN)                             | 2:27:42                                    | 中野円花 (JPN)                             | 2:40:00                                    |
| 22 | 2015/2/15 | 塚田空 (JPN)                               | 2:17:52                                    | 中野円花 (JPN) -2-                         | 2:37:43                                    |
| 23 | 2016/2/21 | 大崎悟史 (JPN)                             | 2:25:49                                    | 田中由美子 (JPN)                           | 2:57:12                                    |
| 24 | 2017/2/19 | 井村光孝 (JPN)                             | 2:22:53                                    | 井野光子 (JPN)                             | 2:44:21                                    |
| 25 | 2018/2/18 | NARANDULAM MUNKHBAYAR (MNG)                | 2:21:47                                    | GALBADRAKH KHSHIGSAIKHAN (MNG)             | 2:37:07                                    |
| 26 | 2019/2/17 | TSEVEENRAVDAN BYAMBAJAV (MNG)              | 2:17:35                                    | GALBADRAKH KHISHIGSAIKHAN (MNG) -2-        | 2:36:47                                    |

## 10Km一般の部・優勝者
|    | 開催日    | 男子選手       | タイム | 女子選手         | タイム |
| -- | --------- | -------------- | ------ | ---------------- | ------ |
| 23 | 2016/2/21 | 中島弘貴 (JPN) | 31:44  | 杉村有美 (JPN)   | 38:37  |
| 24 | 2017/2/19 | 岩田一希 (JPN) | 34:03  | 大谷理恵子 (JPN) | 41:57  |
| 25 | 2018/2/18 | 阿賀康生 (JPN) | 32:23  | 岡奈津美 (JPN)   | 35:06  |

## ハーフマラソン一般の部・優勝者
|    | 開催日    | 男子選手       | タイム  | 女子選手         | タイム  |
| -- | --------- | -------------- | ------- | ---------------- | ------- |
| 26 | 2019/2/17 | 山崎竹丸 (JPN) | 1:09:15 | 池田亜由佳 (JPN) | 1:19:42 |